# Cratere Baro
Baro  è un cratere sulla superficie di Marte.